# Mamoré (fiume)
Il Mamoré (in spagnolo Río Mamoré) è un grande fiume della Bolivia settentrionale che, unendosi con il Beni, forma il Madeira, uno dei più grandi affluenti del Rio delle Amazzoni.
Il fiume sorge sul versante settentrionale della Sierra de Cochabamba, a est della città di Cochabamba. I suoi più grandi affluenti sono il Chapare, il Secure, l'Apere e lo Yacuma da ovest, e lo Ichilo, il Guapay, l'Ivari e il Guaporé da est. Ha una lunghezza di circa 1900 km, di cui circa 1600 navigabili e per circa 200 km segna il confine fra Bolivia e Brasile. Ha una portata di 11.649 m³/s e un bacino idrografico di 241.660 km².